# Coelinidea nigra
Coelinidea nigra är en stekelart som först beskrevs av Christian Gottfried Daniel Nees von Esenbeck 1811.  Coelinidea nigra ingår i släktet Coelinidea och familjen bracksteklar. Arten är reproducerande i Sverige. Inga underarter finns listade i Catalogue of Life.